# Miklós Mitrovits
Miklós Mitrovits (* 2. April 1978 in Pécs, Ungarn) ist ein ungarischer Historiker, Polonist, wissenschaftlicher Forscher, Hauptmitarbeiter des Instituts für Politikgeschichte in Budapest und Mitglied der öffentlichen Einrichtung der Ungarischen Akademie der Wissenschaften.

## Leben
Im Jahre 2004 erwarb er sein Diplom in Geschichte an der Fakultät für Geisteswissenschaften der Loránd-Eötvös-Universität (ELTE) und daneben absolvierte er die Spezialisierungskurse für historische Russistik und moderne Sowjetologie. 2009 reichte er seine Dissertation im Doktorprogramm der osteuropäischen Geschichte des 19. und 20. Jahrhunderts in der Doktorschule für Geschichtswissenschaften der ELTE ein. Er erwarb die Doktorwürde mit der Bewertung „sehr gut“ (summa cum laude).
In seiner Dissertation analysierte er die Beziehung der polnischen Solidaritätsbewegung und der Sowjetpolitik. Die Doktorarbeit wurde auch als Buch mit dem Titel A remény hónapjai… A lengyel Szolidaritás és a szovjet politika, 1980–1981 (dt.: Die Monate der Hoffnung… Die Politik der polnischen Solidarität und der Sowjetpolitik, 1980–1981) veröffentlicht.
Zwischen 2004 und 2009 studierte er an der Fakultät für Geisteswissenschaften der Katholischen Péter-Pázmány-Universität polnische Literatur- und Sprachwissenschaft, im Jahre 2006 studierte er auch an der Universität Warschau.

## Forschung
Seit 2003 forscht er regelmäßig in verschiedenen Archiven in Ungarn, Polen, Russland und Tschechien. Sein Haupt-Forschungsgebiet ist die Zeitgeschichte von Polen, die polnisch-ungarischen Beziehungen und die mittel- und osteuropäischen Entwicklungsmerkmale.
Er macht vergleichende Forschungen über die politische, ökonomische und kulturelle Entwicklung der osteuropäischen Staaten. Er interessiert sich hauptsächlich für die Verflechtungsgeschichte nach dem Zweiten Weltkrieg, die Beziehungen zwischen den Ländern, Interaktionen, Integrationsversuche von Tschechoslowakei, Polen und Ungarn.
Er schrieb mehrere Publikationen über die Außenpolitik der Kádár-Ära und die ungarisch-tschechischen bzw. die ungarisch-polnischen Beziehungen.
Er ist Schriftleiter von mehreren Studien, Schriften und Artikeln in den bekanntesten ungarischen Zeitschriften (Múltunk – dt.: Unsere Vergangenheit, Eszmélet – dt.: Bewusstsein) und in den Wochenschriften (Élet és Irodalom – dt.: Leben und Literatur und Egyenlítő).
Seit 2006 ist er Stipendiat und seit 2012 Forschungsbeauftragter des Instituts der Politikgeschichte in Budapest. 2012 wurde er mit der Mitgliedschaft des Ungarischen Förderungsfonds der Wissenschaftlichen Forschung ausgezeichnet, außerdem erhielt er das Janos-Bolyai-Forschungsstipendium der Ungarischen Akademie der Wissenschaften. Er nimmt aktiv an dem Forschungsprojekt mit dem Titel Entstalinisierung und Reformen in Ungarn und in Osteuropa (1953–1968) bei dem Institut der Politikgeschichte teil.

## Andere Tätigkeiten
Als Historiker ist er das Mitglied der Terra Recognita Stiftung, der zentraleuropäischen bürgerlichen außenpolitischen Initiative. Er beteiligte sich an der Bearbeitung des Buches Europe in Budapest – A Guide to its Many Cultures.
Er ist auch einer der Initiatoren und Organisatoren des internationalen Dokumentarfestivals PAREVO (Parallel Revolutions in East-Central Europe). Das Festival präsentiert Dokumentarfilme über die wichtigsten Ereignisse der Geschichte der zentraleuropäischen Region des 20. Jahrhunderts. Die erste Saison des Festivals findet in Budapest, Trnava und Warschau statt.
Er und Ernő Nagy haben einen Dokumentarfilm über die Geschichte der polnischen Solidarität mit dem Titel „So weine ich, der Sohn des polnischen Landes…“ Die polnische Solidarität gedreht.
Er ist einer der Editoren der vierteljährlich erscheinenden Zeitschrift für Gesellschaftskritik und Kultur mit dem Titel Eszmélet (deutsch „Bewusstsein“).

## Hauptpublikationen
- A remény hónapjai… A lengyel Szolidaritás és a szovjet politika (1980–1981). [Months of hope. The polish Solidarity movement and the soviet politics between 1980 and 1981] Budapest, Napvilág Kiadó, 2010.
- After Twenty Years – Reasons and Consequences of the Transformation in Central and Eastern Europe. Eds: Krisztián Csaplár-Degovics, Miklós Mitrovis, Csaba Zahorán. Berlin, OEZ Verlag, 2010.
- Rendszerváltás és történelem. Tanulmányok a kelet-európai átalakulásról. Change of system and History. Studies. Eds.: Tamás Krausz and Miklós Mitrovits and Csaba Zahorán. Budapest, L’Harmattan Kiadó, 2009.
- Kádár János és a 20. századi magyar történelem. Tanulmányok. [János Kádár and Hungarian History in the 20th Century. Studies]. Eds.: György Földes and Miklós Mitrovits. Budapest, Napvilág Kiadó, 2012.